# Repubblica contadina
Per repubblica contadina (in tedesco Bauernrepublik) si intendono quelle società rurali nel Medioevo, specialmente nel Sacro Romano Impero e in alcune parti dei Paesi nordici, in cui il potere reale, aristocratico ed ecclesiastico era insolitamente debole o inesistente, consentendo ai contadini locali di godere di un alto grado di autonomia. In questo contesto il termine "repubblica" non implica necessariamente l'esistenza dell'apparato di uno stato formale, sebbene questo esistesse in alcune di tali comunità, ma piuttosto semplicemente l'assenza di un effettivo potere reale. Tipicamente le repubbliche contadine erano situate in aree remote e inaccessibili (come paludi e valli montane) in cui era difficile per le autorità esterne interferire, e generalmente troppo povere per attirare molta attenzione.

## Esempi storici

### Frisia e Basso Elba
Il termine Bauernrepublik fu originariamente coniato per riferirsi ai distretti autonomi della Frisia e della Sassonia nord-occidentale, regioni in cui la tradizione della "libertà frisone" rimase forte per tutto il Medioevo. Tra le repubbliche contadine più note in quest'area c'erano Butjadingen, Stadland, Stedingen, Wursten, Hadeln e Dithmarschen.
Alcune di queste repubbliche contadine scomparvero attraverso il consolidamento del potere nelle mani di singoli contadini, consentendo loro di costituirsi come piccoli signori sul modello feudale, mentre altre furono annesse o conquistate dai principi vicini.
Le varie repubbliche contadine della Frisia orientale furono unite sotto il dominio della famiglia Cirksena nel XV secolo e nel 1464 Ulrich I von Cirksena fu in grado di dichiararsi conte della Frisia orientale. Nello stesso periodo, la Frisia, nota anche come Frisia Occidentale, fu inglobata nei Paesi Bassi borgognoni, che in seguito divennero i Paesi Bassi spagnoli e infine la Repubblica Olandese. Pertanto la Frisia oggi fa parte dei Paesi Bassi, mentre la Frisia Orientale fa parte della moderna Germania. Dopo la battaglia di Altenesch del 1234, gli Stedinger furono assoggettati al principe arcivescovo di Brema e al conte di Oldenburg. I principi arcivescovi sottomisero anche Kehdingen e nel 1524 anche la Land Wursten al loro dominio, mentre i conti di Oldenburg acquisirono Butjadingen e Stadland nel 1514. I contadini di Hadeln furono relativamente fortunati; sebbene caddero sotto il dominio del debole ducato di Sassonia-Lauenburg nel XIII secolo, i duchi erano troppo deboli per far rispettare la loro volontà e di conseguenza i contadini furono in grado di preservare gran parte della loro autonomia fino al XIX secolo.

### Scandinavia
Il termine è talvolta applicato a certe comunità in Scandinavia durante l'era vichinga e l'Alto Medioevo, specialmente in Svezia, dove il potere del re sembra essere stato inizialmente piuttosto debole, e in aree della moderna Svezia che non erano ancora sotto il dominio del re svedese, così come in Islanda funge da esempio di una repubblica contadina insolitamente grande e sofisticata che si basa sulle stesse tradizioni democratiche. Alcuni storici hanno anche sostenuto che Gotland era una repubblica contadina prima dell'attacco dei danesi nel 1361. Centrale per le vecchie tradizioni democratiche scandinave erano le assemblee chiamate Thing.